# Margot Håkansson
Margot Irene Håkansson, född Andréasson 4 april 1923 i Helsingborg, död 26 mars 2015 i Karlskrona, var en svensk sjuksköterska och politiker (folkpartist).
Margot Håkansson, som var dotter till en förman, tog sjuksköterskeexamen i Lund 1946 och arbetade därefter som sjuksköterska, distriktssköterska och skolsköterska 1946–1976. Hon var även ledamot i Karlskrona kommunfullmäktige 1971–1973 och i Blekinge läns landsting 1982–1991 samt ordförande i Folkpartiets länsförbund i Blekinge 1980–1985.
Hon var riksdagsledamot för Blekinge läns valkrets 1976–1982. I riksdagen var hon bland annat ledamot i lagutskottet 1979–1982. Hon var särskilt engagerad i socialpolitik, främst vårdfrågor.